# Šarg
Šarg (znanstveno ime Diplodus sargus) je morska riba iz družine šparov, ki je razširjena po vzhodnem Atlantiku in zahodnem Indijskem oceanu. Pogost je tudi v Sredozemskem in Jadranskem morju.
Šarg ima visoko, bočno stisnjeno ovalno telo, katerega osnovna barva je srebrno-siva, po telesu pa ima 6-8 vertikalnih črnih prog, ki s starostjo počasi zbledijo. Pred repno plavutjo ima širšo temo progo, robovi škržnih poklopcev so temnejše barve, kar velja tudi za robove plavuti. Usta te ribje vrste so majhna s tankimi ustnicami, v njih pa se nahaja osem dletastih zob. Prsne plavuti so dolge in zašiljene, repna pa je velika in dvokraka, kar je značilno za pelaške ribe. Zraste do 45 cm dolžine in lahko doseže do 2,5 kg. Povprečen primerek pa je dolg okoli 20–25 cm. Na prvi pogled je šarg podoben picu, od katerega se loči predvsem po obliki ust, ki so pri picu zašiljena, pri šargu pa topa. Pri šargih se pogosto pojavljajo primeri hermafroditizma. Nekateri samci namreč včasih spremenijo spol. Pri dolžini 17 cm in enem letu starosti šarg spolno dozori. Drsti se spomladi, ko se tudi združuje v večje jate.
Šarg se zadržuje od vodne gladine pa vse do 50 metrov globine, v glavnem pa se zadržuje na kamnitem skalnatem terenu. Prebiva v kamnitih luknjah in razpokah, pod skalnimi previsi in v potopljenih predmetih, svoje skrivališče pa pogosto deli z drugimi ribjimi vrstami. Hrani se z manjšimi raki,školjkami, algami in koralami katerih lupine tre z močnimi zobmi.
Šarg je zanimiv za podvodne ribiče, je pa tudi gospodarsko pomembna riba. V letu 2008 so po svetu ujeli 3.713 ton šargov

## Podvrste
Šarg ima sedem podvrst, med katere sodijo:
- Diplodus sargus ascensionis (Valenciennes, 1830), razširjen okoli otoka Ascension
- Diplodus sargus cadenati (de la Paz, et al., 1974), razširjen predvsem v okolici Madeire in Kanarskih otokov
- Diplodus sargus capensis (Smith, 1846): razširjen v vodah Angole, Južne Afrike in Mozambika
- Diplodus sargus helenae (Sauvage, 1879): razširjen v vodah otoka Sveta Helena
- Diplodus sargus kotschyi (Steindachner, 1876): razširjen v vodah Madagaskarja in drugih delih Indijskega oceana
- Diplodus sargus lineatus (Valenciennes, 1830): razširjen v vodah Zelenortskih otokov
- Diplodus sargus sargus (Linnaeus, 1758) razširjen v Sredozemlju in Črnem morju